# Comuna Gârda de Sus, Alba
Gârda de Sus (în maghiară: Felsőgirda, în germană: Obergierd) este o comună în județul Alba, Transilvania, România, formată din satele Biharia, Dealu Frumos, Dealu Ordâncușii, Dobrești, Gârda de Sus (reședința), Gârda Seacă, Ghețari, Hănășești, Huzărești, Izvoarele, Munună, Ocoale, Plai, Pliști, Scoarța, Snide și Sucești.

## Demografie
Componența etnică a comunei Gârda de Sus
     Români (95,69%)
     Alte etnii (4,31%)
Componența confesională a comunei Gârda de Sus
     Ortodocși (95,48%)
     Alte religii (0,14%)
     Necunoscută (4,38%)
Conform recensământului efectuat în 2021, populația comunei Gârda de Sus se ridică la 1.415 locuitori, în scădere față de recensământul anterior din 2011, când fuseseră înregistrați 1.714 locuitori. Majoritatea locuitorilor sunt români (95,69%). Din punct de vedere confesional, majoritatea locuitorilor sunt ortodocși (95,48%), iar pentru 4,38% nu se cunoaște apartenența confesională.

## Politică și administrație
Comuna Gârda de Sus este administrată de un primar și un consiliu local compus din 9 consilieri. Primarul, Călin-Ioan Nicoară[*], de la Partidul Social Democrat, este în funcție din 1 noiembrie 2024. Începând cu alegerile locale din 2024, consiliul local are următoarea componență pe partide politice:
|  | Partid                          | Consilieri | Componența Consiliului | Componența Consiliului | Componența Consiliului | Componența Consiliului |
|  | ------------------------------- | ---------- | ---------------------- | ---------------------- | ---------------------- | ---------------------- |
|  | Partidul Social Democrat        | 4          |                        |                        |                        |                        |
|  | Partidul Național Liberal       | 3          |                        |                        |                        |                        |
|  | Alianța pentru Unirea Românilor | 1          |                        |                        |                        |                        |
|  | Partidul Patrioților            | 1          |                        |                        |                        |                        |

## Atracții turistice
- Biserica de lemn "Nașterea Sfântului Ioan Botezătorul", construcție 1792, monument istoric, satul Gârda de Sus
- Biserica de lemn "Sfinții Apostoli Petru și Pavel", construcție 1825, monument istoric, satul Biharia
- Rezervația naturală "Peștera Scărișoara" (1 ha)
- Rezervația naturală "Pojarul Poliței" (1 ha)
- Rezervația naturală "Cheile Ordâncușei" (10 ha)
- Rezervația naturală "Hoanca Apei" (1 ha)
- Rezervația naturală "Avenul de la Tău" (1 ha)
- Rezervația naturală "Avenul din Șesuri" (1 ha)
- Rezervația naturală "Izbucul Poliței" (2 ha)
- Rezervația naturală "Izbucul de la Cotețul Dobreștilor" (2 ha)
- Rezervația naturală "Ghețarul de sub Zgurăști" (1 ha)
- Rezervația naturală "Peștera Poarta lui Ionele" (1 ha)